# Henri Kassagi

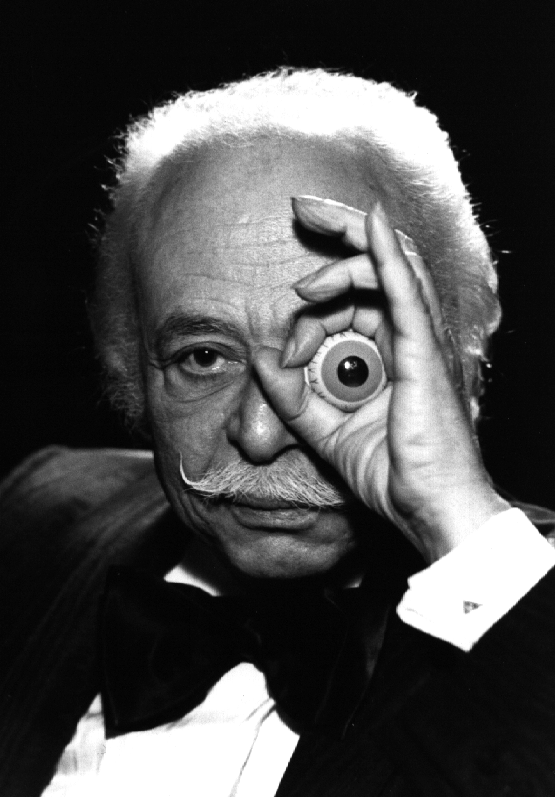
Henri Kassagi

Henri Kassagi, eigentlich Abdelmaǧīd al-Qaṣʿaǧī (* 28. September 1932 in Tunis, Tunesien; † 23. Juni 1997 in Paris, Frankreich) war ein tunesisch-französischer Illusionskünstler (Magier), Buchautor, Schauspieler und Maler.

## Leben

### Karriere
Henri Kassagi wurde im Stadtteil Halfaouine der tunesischen Hauptstadt geboren. Sein genaues Geburtsdatum ist unbekannt, als offizielles Geburtsdatum gilt die Eintragung im Geburtsregister bzw. die Mitteilung der Geburt bei den Behörden. Aus der Ehe seiner Eltern ging noch eine Tochter hervor. Der Vater verstieß nach islamischem Recht seine Frau, was einer Scheidung gleichkam. Der Sohn blieb in der Obhut des Vaters, und die Tochter blieb bei der Mutter. Diese heiratete erneut und gebar weitere Töchter. Im Kindesalter wurde Henri in den Bann der Magie gezogen, als er bei einem Auftritt eines Zauberkünstlers war. Seine Fertigkeiten erlernte er jedoch in den Straßen von Tunis als Taschendieb.
Anfang der 1950er Jahre entschied er sich, Tunesien zu verlassen und nach Frankreich zu gehen, um eine Karriere als Magier zu beginnen. In Robert Bressons Film Pickpocket von 1959 wurde er als technischer Berater engagiert und trat als Taschendieb auf, der den Protagonisten ausbildet. In den folgenden Jahren macht er sich als Zauberkünstler in Frankreich einen Namen. Es folgten Auftritte im Fernsehen, in Serien, in Fotoromanen von Télépoche, bei Galas von Benefiz-Veranstaltern. Weiterhin ging er auf Welttournee. Ende der 1970er ließ er sich einbürgern und nahm seinen Künstlernamen – Kassagi – als offiziellen Namen an.
Im Jahr 1981 zog die Familie nach Tunesien, da der Bau eines Entertainment-Palasts in Hammamet geplant war. Der Name sollte Kassagi-Palace lauten und sollte neben dem ersten Casino Tunesiens auch ein Restaurant, eine Ausstellungsgalerie, eine Diskothek und ein Theater beherbergen. Der Bau wurde aufgrund von Streitigkeiten zwischen den Investoren, der Bank und den Gesellschaftern niemals abgeschlossen. In den Jahren 1981–1991 arbeitete er für renommierte Hotels in Tunesien. Um seine Karriere wieder in Schwung zu bringen, entschied er sich nach Frankreich zurückzukehren, allerdings kehrte der Erfolg nicht wieder zurück und Kassagi musste sich mit Engagements in Cabarets und Restaurants begnügen.

### Privat
Aus der Ehe mit der Französin Hélène ging der Sohn Dominique (* 1956) hervor. Diese Ehe wurde einige Jahre später geschieden. Sie war jedoch nicht nur seine Frau, sondern auch seine Assistentin auf der Bühne. Während eines Engagements in Berlin lernte er Ende der 1960er Jahre die deutsche Marion König kennen. Neben ihrer Tätigkeit als Assistentin auf der Bühne war sie für die Öffentlichkeitsarbeit, Buchhaltung und Organisation zuständig. Die Ehe wurde erst am 29. Februar 1980 geschlossen. Im gleichen Jahr wurde die Tochter Vanina in Thiais geboren. Die Ehe wurde Anfang der 1990er geschieden.
Kassagi verstarb 1997 in seiner Pariser Wohnung an den Folgen eines Hirnschlages. Offiziell für tot erklärt wurde Henri Kassagi am 23. Juni 1997. Nach Angaben der Gerichtsmedizin verstarb er bereits ca. drei Wochen vor seinem Auffinden am 23. Juni 1997. Nach dem Willen und bereits getroffenen Vorkehrungen seiner Tochter und seiner zweiten Ex-Frau sollte er in Paris auf dem Cimetière du Père Lachaise beigesetzt werden. Dazu kam es jedoch nicht, da sich die tunesische Familie an den Sohn aus der ersten Ehe und an die tunesische Botschaft in Paris wandte. Daraufhin wurde der Leichnam nach Tunesien überführt und fand seine letzte Ruhestätte auf dem al-jallaz-Friedhof.

## Filmografie
- 1959: Pickpocket
- 1995: Kommissar Navarro, französische Serie: (7. Staffel: 3. Folge - Coup bas).

## Werke
- 1965: Devenez magicien
- 1965 : «Un pickpocket à l’école» in Les Temps Modernes, Nr. 233
- 1973: La magie pour tous

## Spielkasten
- unbekannt: Magie 2000